# Pozzaglia Sabina
Pozzaglia Sabina é uma comuna italiana da região do Lácio, província de Rieti, com cerca de 411 habitantes. Estende-se por uma área de 25 km², tendo uma densidade populacional de 16 hab/km². Faz fronteira com Ascrea, Castel di Tora, Colle di Tora, Collegiove, Orvinio, Paganico Sabino, Poggio Moiano, Scandriglia, Turania, Vivaro Romano (RM).

## Demografia
| Variação demográfica do município entre 1861 e 2011                               |
|                                                                                   |
| Fonte: Istituto Nazionale di Statistica (ISTAT) - Elaboração gráfica da Wikipedia |